# Apostolepis niceforoi
Apostolepis niceforoi este o specie de șerpi din genul Apostolepis, familia Colubridae, descrisă de Amaral 1935. Conform Catalogue of Life specia Apostolepis niceforoi nu are subspecii cunoscute.